# NGC 5046
NGC 5046 ist eine 13,5 mag helle elliptische Zwerggalaxie vom Hubble-Typ E1 im Sternbild Jungfrau auf der Ekliptik. Sie ist schätzungsweise 94 Millionen Lichtjahre von der Milchstraße entfernt und hat einen Durchmesser von etwa 20.000 Lichtjahren. 

Im selben Himmelsareal befinden sich u. a. die Galaxien NGC 5035, NGC 5044, NGC 5047, NGC 5049.
Das Objekt wurde am 17. Mai 1881 von Edward Singleton Holden entdeckt.